# Kusatao Nakamura
Pour les articles homonymes, voir Nakamura.
Kusatao Nakamura (中村 草田男, Nakamura Kusatao) ; 27 juillet 1901 à Xiamen - 5 août 1983 à Tokyo), nom véritable Seiichirō Nakamura (中村 清一郎, Nakamura Seiichirō), est un poète japonais de haiku.

## Biographie
Nakamura Kusatao naît à Xiamen, dans la province chinoise de Fujian, fils ainé du consul du Japon en Chine, Nakamura Osamu (中村 修). De retour au Japon en 1904, il passe ses années de jeunesse entre Tokyo et Matsuyama (Ehime). Influencé par le nihilisme de Friedrich Nietzsche, en 1925, il intègre le département de littérature allemande de la faculté de lettres de l'Université de Tokyo, mais doit interrompre ses études en 1927 pour des problèmes nerveux. Il les reprend en 1931, mais cette fois dans le département de littérature japonaise, puis il devient enseignant pour l'école Seikei Gakuen (future Université de Seikei) de Tokyo. En 1929, il rejoint le groupe de haiku traditionaliste Hototogisu de Kyoshi Takahama, mais il s'en éloigne peu à peu et rejoint en 1939 le groupe progressiste de Shūson Katō pour devenir en 1940 un des membres de sa revue Kanrai (ja) (avec, entre autres, le jeune Tōta Kaneko). Il échappe de peu aux rafles de la police spéciale Tokkō contre les haijins progressistes entre 1940 et 1945. Il est envoyé au front en 1945, et vit la fin de la guerre sur son lieu d'affectation dans la Préfecture de Fukushima. En 1946, il fonde la revue et le groupe de haiku Banryoku (ja) ("Mille feuillages"), résolument progressiste, ne refusant par les sujets de société ou une remise en cause (modérée) de la "règle du mot de saison" (kigo). Ce groupe survit à la mort de Kusatao en 1983, pendant 70 ans, jusqu'en 2017. La veille de sa mort, le 4 août 1983, Kusatao a été baptisé selon la religion catholique, religion qu'il pratiquait depuis sa jeunesse.

## Ouvrages

### Recueils de haiku
- Chōshi (長子). Sarashoten, Tokyo 1936. (338 haiku.)
- Hi no tori (火の鳥). Ryūseikaku, Tokyo 1939. (553 haiku.)
- Banryoku (萬緑). Kōchō Shorin, Tokyo 1941. (232 haiku.)
- Koshikata yukue(來し方行方). Jibundō, Tokyo 1947. (715 haiku.)
- Ginga izen (銀河依然). Mizuzu Shobō, Tokyo 1953. (788 haiku et 13 haiku plus anciens.)
- Bokyōkō (母郷行). Mizuzu Shobō, Tokyo 1956. (653 haiku.)
- Biden (美田). Mizuzu Shobō, Tokyo 1967. (239 haiku.)
- Togi (時機). Mizuzu Shobō, Tokyo 1980. (439 haiku de 1960 et 37 haiku de 1972.)